# 曹金英

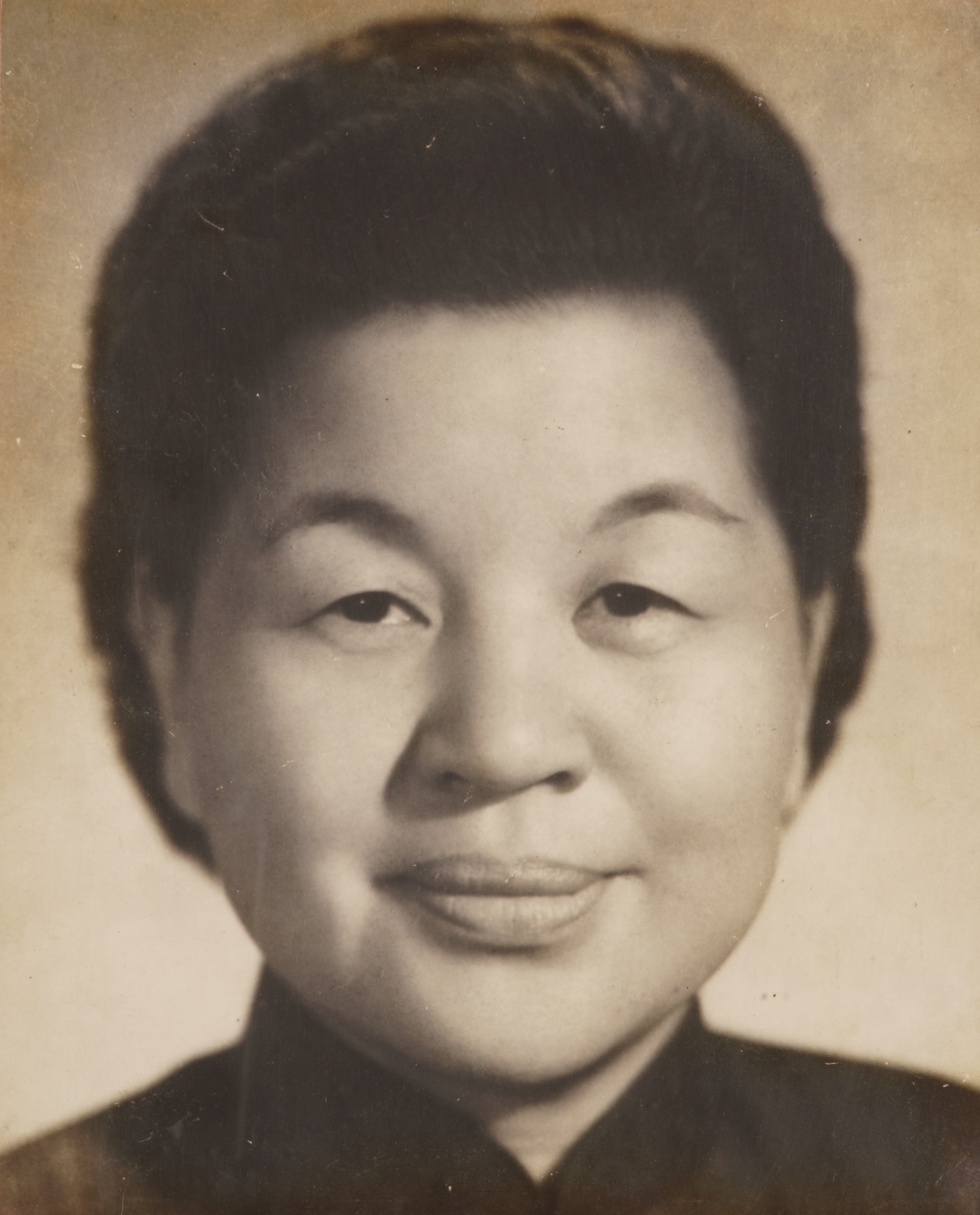
曹金英

曹金英（1919年—1967年6月3日），女，江蘇徐州人，教育工作者。曾任職臺灣省立虎尾女子中學校長，對該校貢獻至鉅，在曹金英逝世後，虎尾女中的一間體育館即以其命名為「金英館」。

## 生平
曹金英在民國8年（1919年）生於江蘇省徐州銅山縣(現銅山區)壩子街，家族為當地富商。其就讀江蘇省立徐州女子師範學校（多次整併後為今江蘇師範大學）兩年後即因第二次中日戰爭爆發而肄業，前往西南避難，期間就讀江西省立九江女子師範（多次整併後為今九江学院）畢業，由江西省教育廳保送國立社會教育學院（多次整併後為今苏州大学）。1945年畢業時，供職於贛南行署三民主義青年團，頗為時任贛南行署主任蔣經國倚重。後於中央幹部學校（今國立政治大學）附中任教。
戰爭結束後，曹嫁給安東籍教授高偉時，隨他返鄉。1947年起任教安東女中，後升任主任、校長。中華民國政府遷臺時，曹金英夫婦也隨之遷臺，曹在臺灣歷任臺灣省立基隆女中（今國立基隆女子高級中學）教師、臺灣省立臺北師範（今國立臺北教育大學）教師、新竹女中（今國立新竹女子高級中學）校長。
1959年，曹金英調任臺灣省立虎尾女子中學（1981年與臺灣省立虎尾中學合併後為今國立虎尾高級中學）校長。她在虎尾女中校長任內，厲行「說國語，不說方言」的政策。1960年，該校獲選科學實驗學校。1961年獲中華民國教育部選為自然科、數學科新編教材實驗學校。次年再獲選為新編課程標準實驗學校。每次委派成效皆佳，據《國立虎尾高中校史》載，有見報於1962年6月19日的《中華日報》特稿。她也整建學校圍牆、大門，興建弧形行政大樓「弘教樓」、兩層樓的教室大樓「勵學大樓」、圖書館、游泳池，設備完整為全臺灣省僅有，《虎尾鎮誌》評為「該校光芒四射的黃金年代」。曹金英任內先是建介壽樓，接著興建生物館，改建科學館，增築弘教樓，美化校園並親自命名為逸園，重整運動場，興建勵學樓、游泳池，並在1967年5月開始籌建體育館。

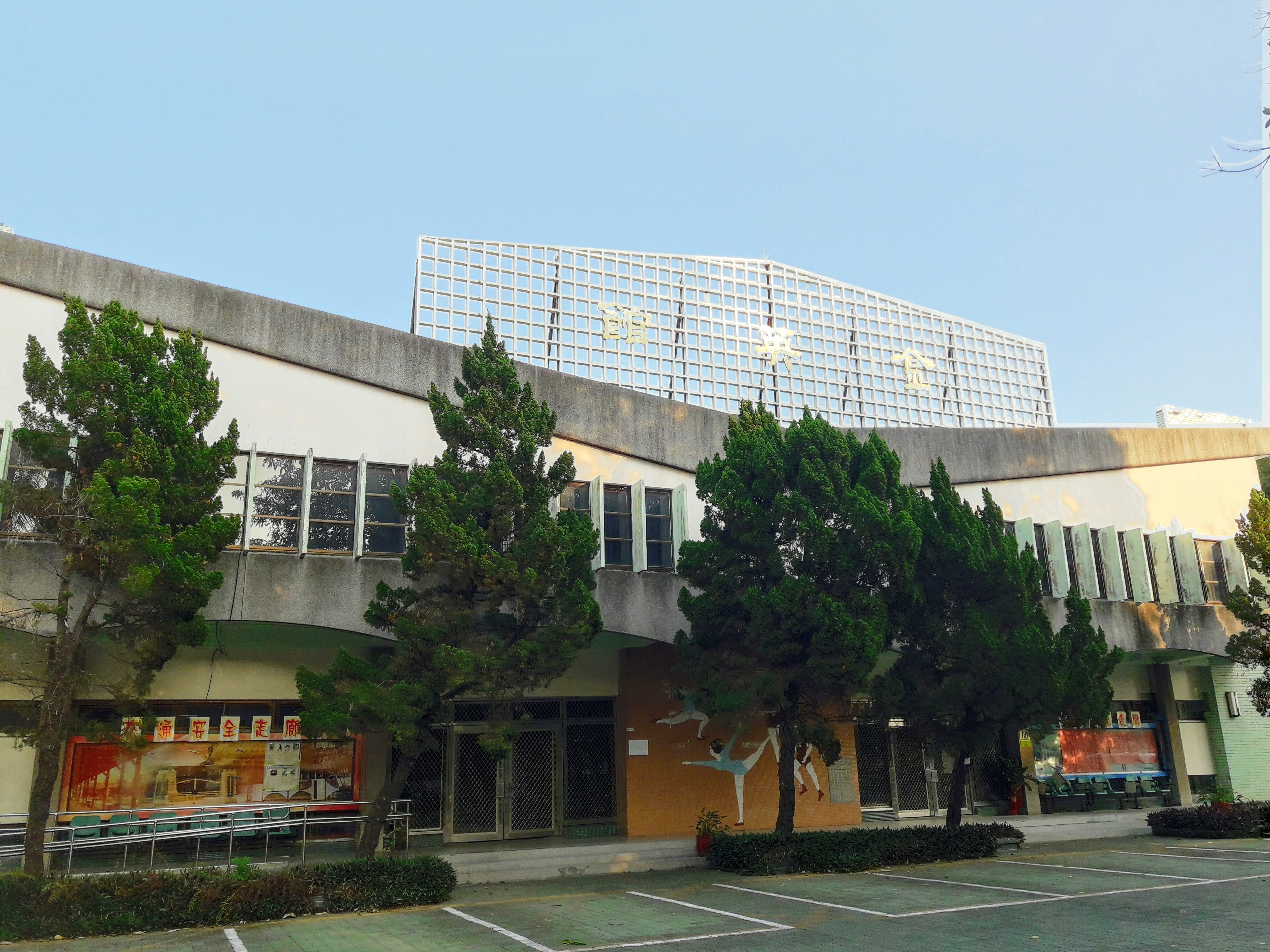
虎尾女中1979年與虎尾高中合併後，金英館仍持續為虎尾高中使用，作為集會場所。圖攝於2020年初。

1967年中，曹金英身材發福，友人建議她減肥，她因此選擇年輕時熱愛的游泳，每天傍晚由同事陪同練泳。當年6月3日下午虎尾區中學聯合招生委員會會議結束後，曹金英獨自前去游泳池游泳而溺斃。據當時任職於虎尾女中的職員說，曹金英去泳池時有學生在場，但可能害羞或其他原因竟將所有人趕離，錯失急救時機。

## 身後
曹金英逝後，虎尾女中校長一職由教務主任黃伯升暫代。為紀念曹金英，虎尾女中將次年11月竣工的體育館命名為「金英館」。